# Памятник Черняховскому (Воронеж)
Памятник генералу Ивану Даниловичу Черняховскому установлен в Воронеже на площади Черняховского.

## История памятника
Памятник генералу был открыт в 1950 году в Вильнюсе, на площади Черняховского, которая ныне называется площадь Кудирки. Автором памятника были скульптор Н. В. Томский и архитектор и Л. Г. Голубовский. Памятник Черняховскому представлен скульптурой в полный рост, в развевающейся плащ-палатке и без головного убора. Бронзовая фигура была установлена на прямоугольном гранитном постаменте, украшенном барельефами, изображающими людей, с радостью встречающих советских солдат. На передней стороне постамента надпись по-литовски: «Генералу армии Черняховскому И. Д. от литовского народа» (лит. Armijos generolui Černiachovskiui I. D. nuo lietuvių tautos) и две рельефные пятиконечные звезды. У подножия памятника находилось гранитное надгробие с бронзовым венком из лавровых листьев и памятной надписью и датами рождения и смерти (1906—1945) И. Д. Черняховского. Литовский детский писатель Костас Кубилинскас написал стихотворение «У памятника Черняховскому» (лит. Prie Černiachovskio paminklo).
Во время подъёма националистического движения в Литве в начале 1990-х гг. памятник был демонтирован властями Вильнюса. Несмотря на противодействие местных властей, начальник Воронежского городского управления культуры Иван Чухнов при поддержке местного гарнизона добился спасения памятника от уничтожения и перевёз его в Воронеж, где он и обрёл новую родину. Там памятник простоял в деревянной упаковке целых два года, пока общественность Воронежа собирала деньги на новый постамент. Бронзовая фигура была установлена на новом бетонном постаменте облицованном плитами из розового павловского гранита работы воронежского архитектора С. А. Гилева. Памятник был открыт 9 мая 1993 года. Памятнику посвящён один из барельефов стелы «Город воинской славы» в Воронеже.
В 2011 г. местность вокруг памятника в преддверии 425-летия города была заново благоустроена.

## Галерея

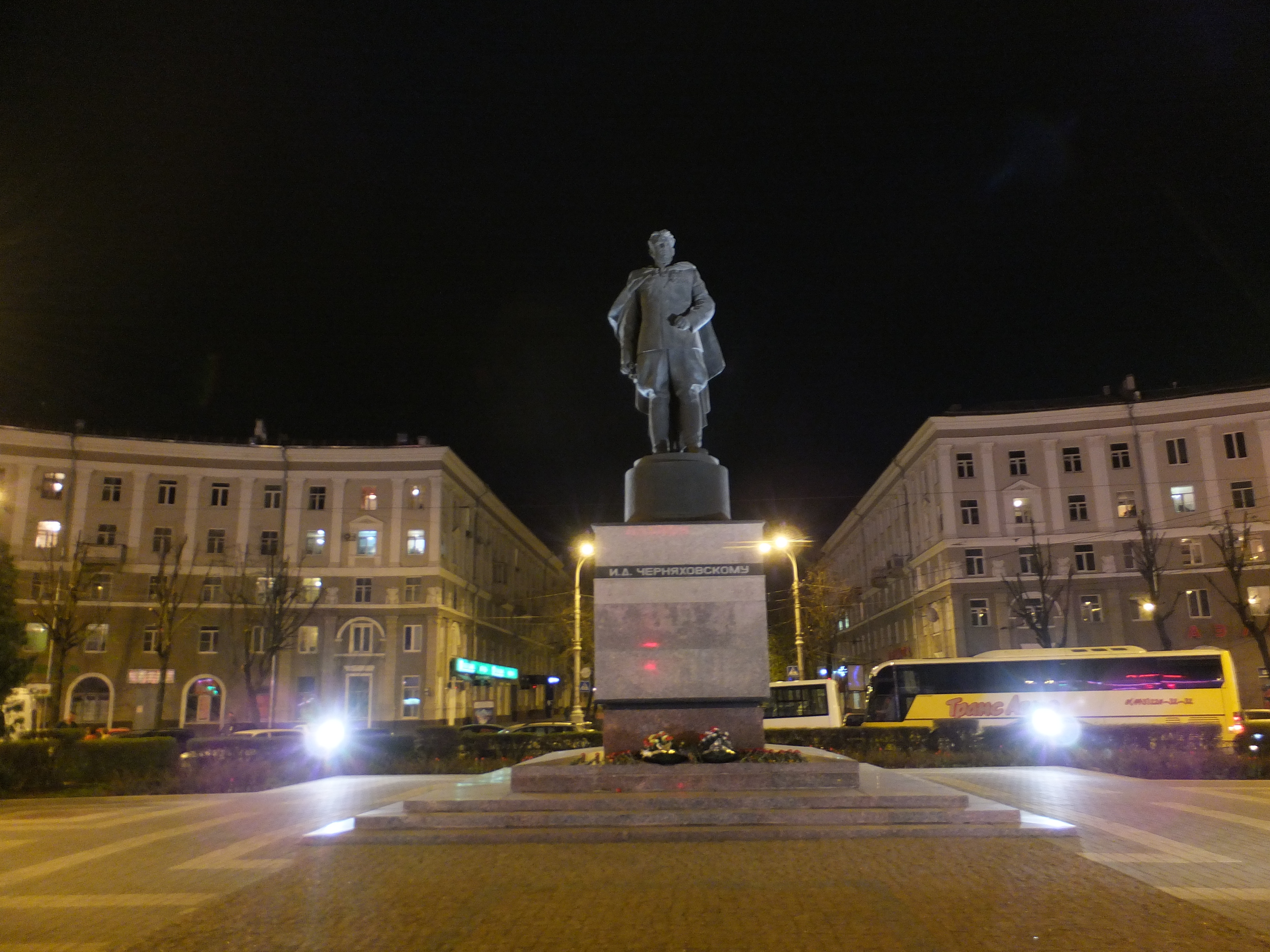
Памятник Черняховскому ночью
Памятник в Вильнюсе, 1964 год